# 川曲町
川曲町（かわまがりまち）は、群馬県前橋市の地名。郵便番号は371-0823。2013年現在の面積は0.66km2。

## 地理
前橋市の南西、前橋台地、利根川右岸西方の滝川流域に位置している。

### 河川
- 滝川

## 歴史
江戸時代頃からある地名である。はじめ総社藩領、寛永10年に高崎藩領、正徳年間には幕府領となり、のち再び高崎藩領となった。
前橋市に編入されてからは、宅地化も進んでいる。

### 年表
- 1889年4月1日 町村制施行により、川曲村は箱田村、前箱田村、稲荷新田村、下新田村、上新田村、小相木村、後家村、江田村、古市村と合併し群馬郡東村が成立する。
- 1896年4月1日 郡統合（西群馬郡と片岡郡の統合）により群馬郡に所属する。
- 1954年4月1日 周辺1町5村（元総社村、上川淵村、芳賀村、桂萱村、下川淵村、群馬郡総社町）とともに東村は前橋市へ編入する。そのため前橋市川曲町となる。

## 世帯数と人口
2017年（平成29年）8月31日現在の世帯数と人口は以下の通りである。
| 町丁   | 世帯数  | 人口    |
| ------ | ------- | ------- |
| 川曲町 | 910世帯 | 1,978人 |

## 小・中学校の学区
市立小・中学校に通う場合、学区は以下の通りとなる。
| 番地 | 小学校               | 中学校             |
| ---- | -------------------- | ------------------ |
| 全域 | 前橋市立大利根小学校 | 前橋市立箱田中学校 |

## 交通

### 鉄道
鉄道駅はない。

### 道路
国道は通っておらず、県道は群馬県道135号井野停車場線が通っている。

## 施設
- 群馬医療福祉大学 前橋キャンパス
- 諏訪神社